# Afrocucumis
Genre
Afrocucumis est un genre d'holothuries (concombre de mer) de la famille des Sclerodactylidae.

## Liste des espèces
Selon World Register of Marine Species (19 février 2015) :
- Afrocucumis africana (Semper, 1867)
- Afrocucumis ovulum (Selenka, 1867)

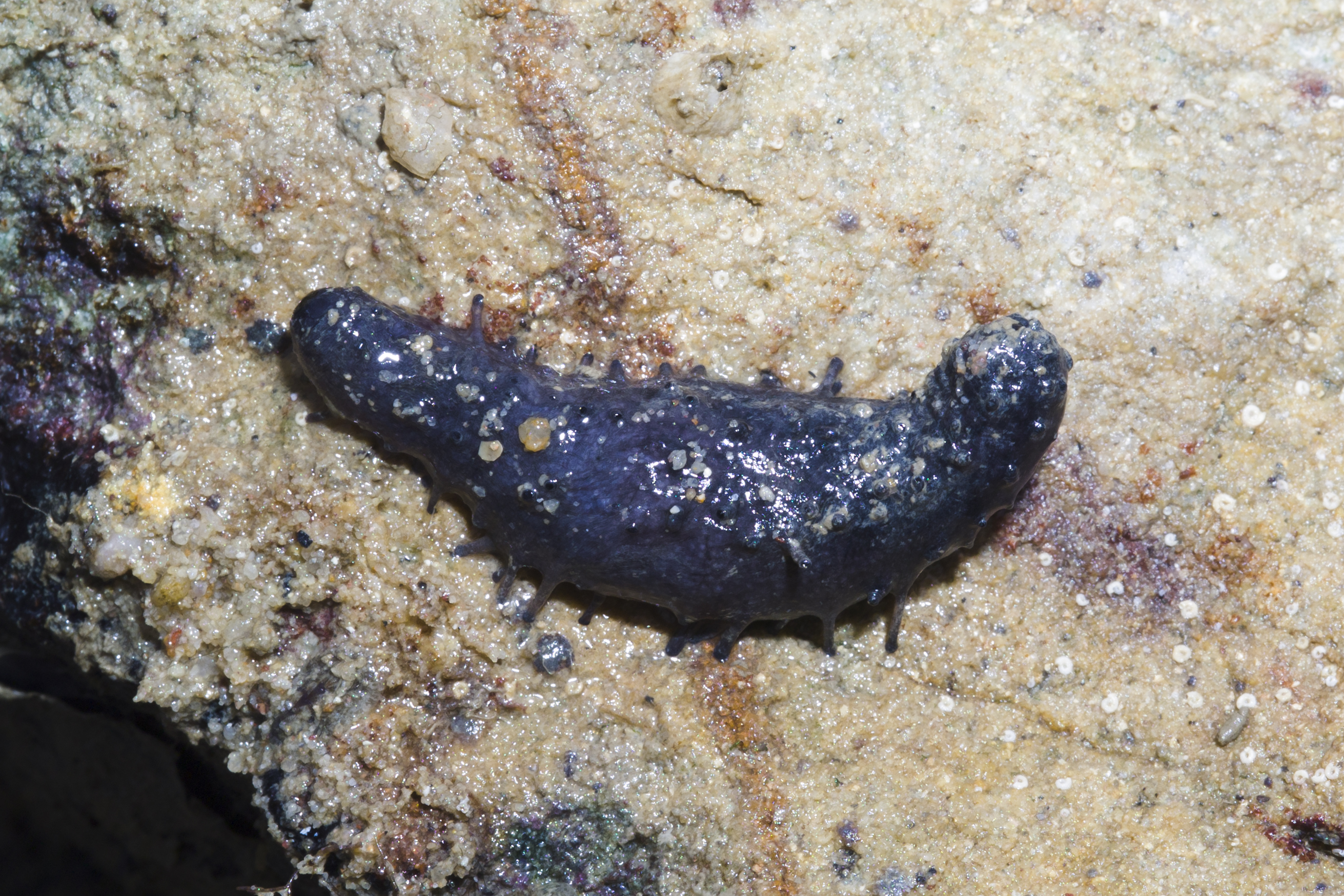
Afrocucumis africana à Singapour.

- Afrocucumis stracki Massin, 1996